# 祝穆
祝穆（？—？），字和甫、又字和父，初名丙。建陽人，南宋时期学者。
先祖是新安（今安徽歙縣）人，穆父祝康國，徙居崇安（今屬福建南平市）。與弟祝癸同從朱熹受業。著《古今事文类聚》四集、《方輿勝覽》七十卷。有子祝洙，被程元鳳、蔡杭薦為迪功郎，為興化軍涵江書院山長。